# Trépied
Pour l’article homonyme, voir Le Trépied.
Ne pas confondre avec le hameau du Pas-de-Calais, Trépied.

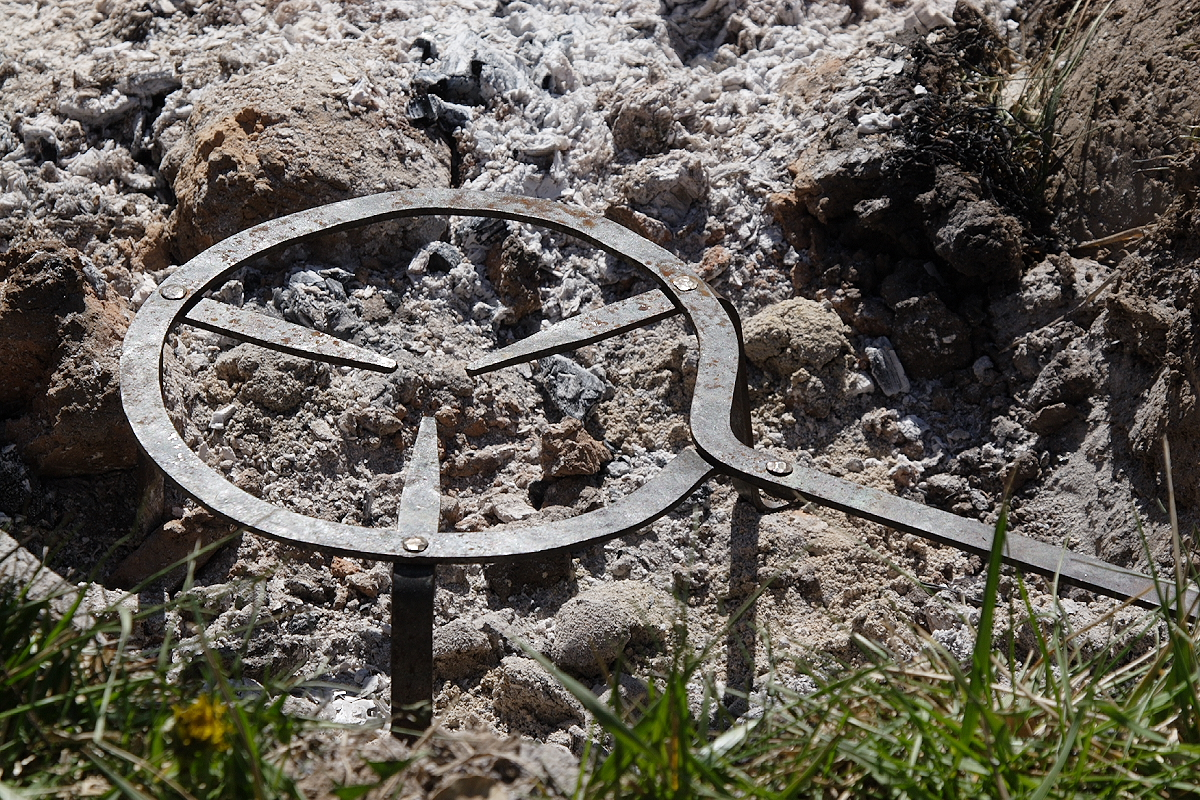
Trépied ou servante sur un feu de camp.

Un trépied est un meuble à trois pieds, servant de table, de siège ou de support. Il a l'avantage de n'être jamais bancal, quelle que soit sa fabrication, et quelle que soit la surface sur laquelle il est posé.
Des trépieds servent de base à des tabourets, des tables (guéridon), et des supports à usage domestique, artisanal ou professionnel.
Un trépied, jadis appelé aussi servante, servait à maintenir un récipient au-dessus du feu, dans l'âtre, quand ceux-ci n'étaient pas suspendus à une crémaillère. Le fourneau offrait un autre mode de chauffage, à la fois plus confortable et plus hygiénique, sur lequel les récipients pouvaient se poser directement, ce qui a rendu le trépied inutile.
Les photographes et les cadreurs, comme les géomètres, installent leurs appareils, qui doivent être stables, sur des trépieds réglables et repliables, spécialement conçus pour cet usage, qu'ils appellent plus couramment « un pied ».
Les chèvres, appareils de levage de terrain, sont souvent des trépieds. Cette technique date de l'Antiquité.

## Dans l'Antiquité

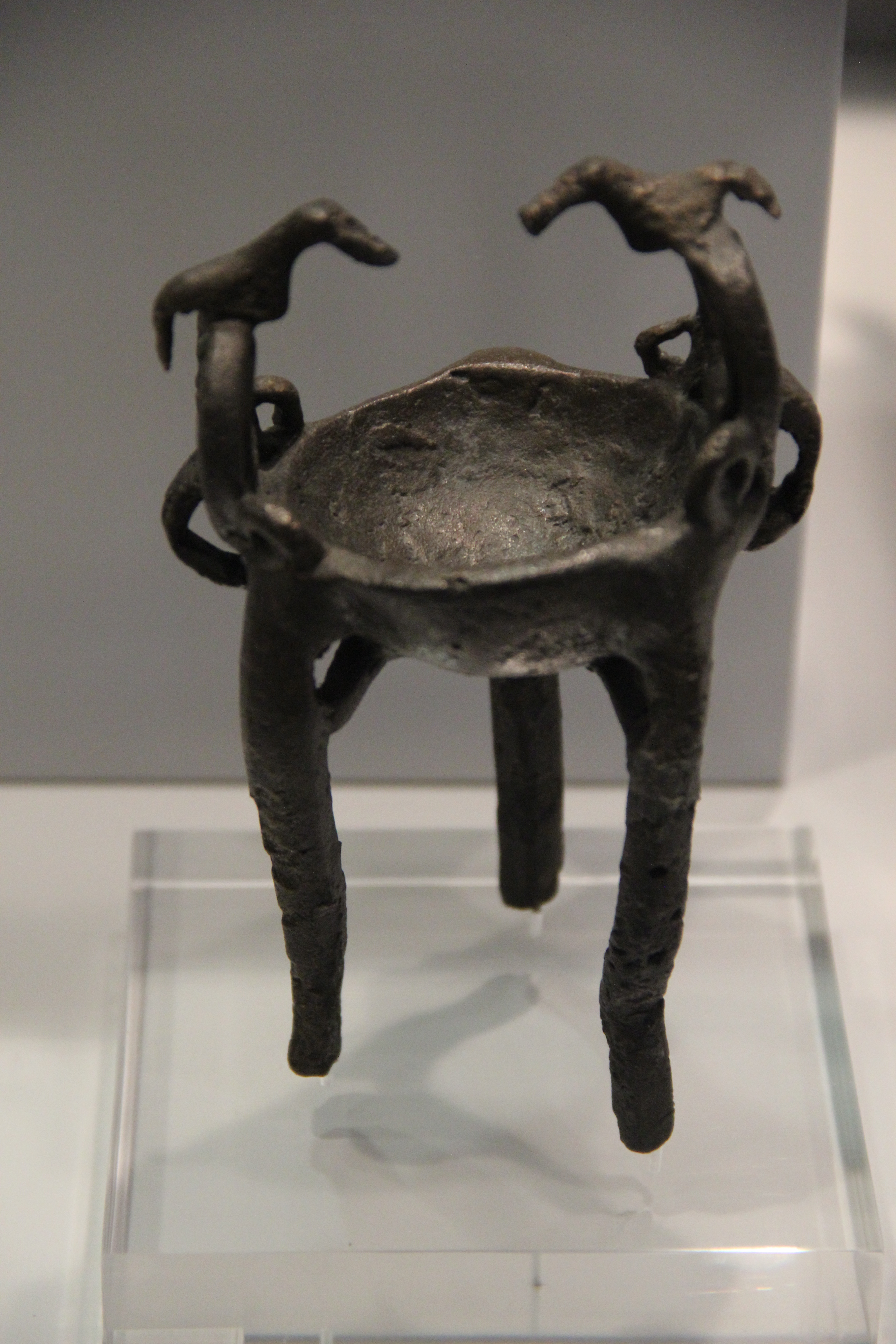
Chaudron tripode votif de Grèce ancienne.

Dans l'Antiquité classique, des trépieds, généralement en bronze, quelquefois en or, récompensaient les vainqueurs aux épreuves sportives ou artistiques. Les trépieds étaient un mobilier du culte, destinés à recevoir le produit du sacrifice. Dans le sanctuaire de Delphes, la sibylle, puis les pythies s'asseyaient sur un trépied pour rendre leurs oracles. Le trépied est ainsi devenu un symbole de Delphes, mais on en a retrouvé également dans beaucoup d'autres cités (Athènes, rue des Trépieds) ou sanctuaires oraculaires (le Ptoïon, en Béotie) de la Grèce antique.

## Mobilier
Les trépieds ne forment pas une classe particulière de meuble, mais ils constituent le piétement de meubles transportables, généralement de petite taille, qui profitent de son avantage de n'être jamais bancal. On a ainsi des guéridons à trépied et des tabourets à trépied, dont on peut parfois régler la hauteur du siège par une vis.

## Équipement de campagne

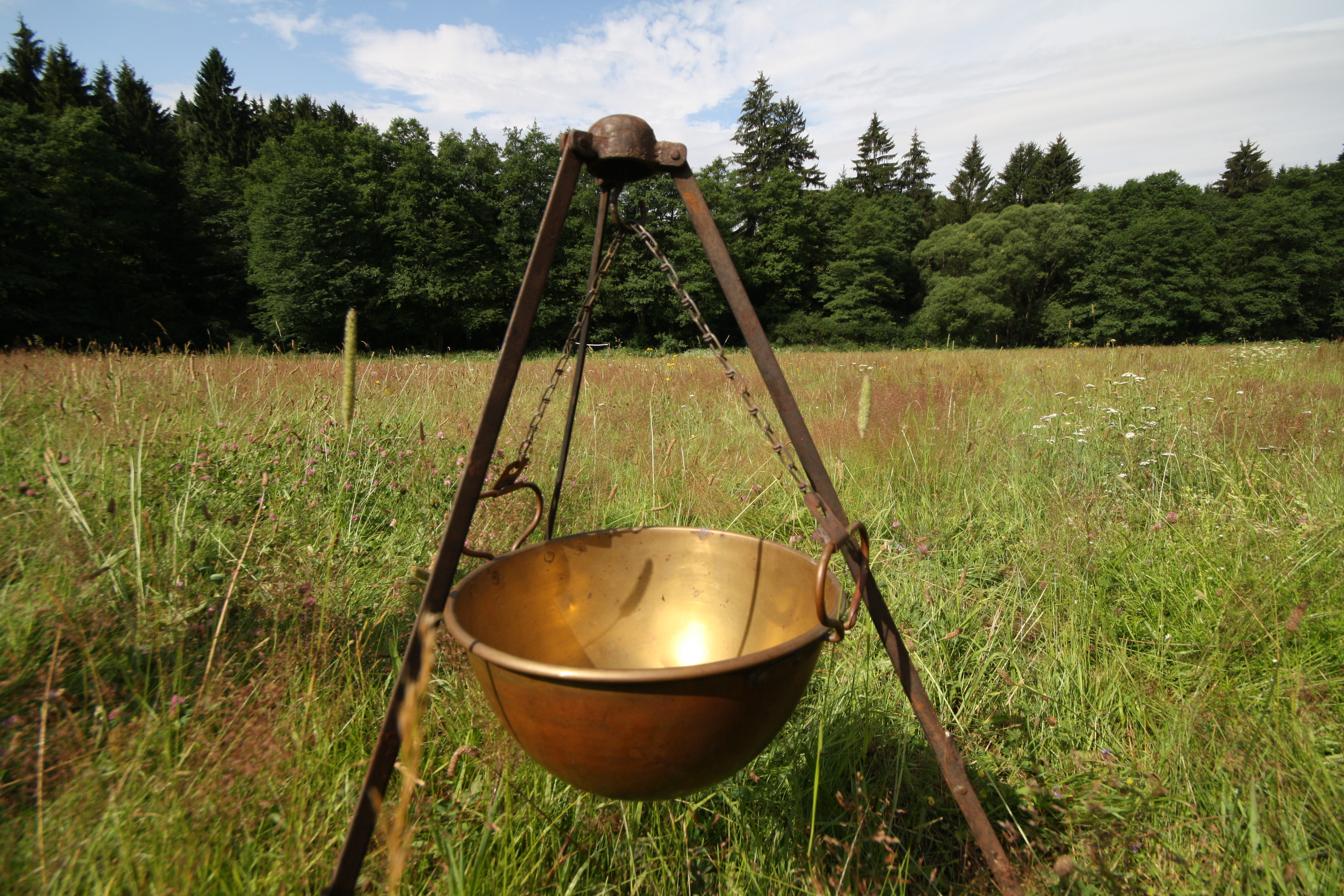
Chaudron sur trépied.

Le trépied, facilement réduit à trois branches, est un équipement de campagne courant, servant autant pour des chèvres dans des chantiers de terrassement ou de forage, que pour suspendre des marmites au-dessus d'un feu.
Le chevalet de campagne d'artiste peintre, dont les branches réglables en longueur s'adaptent au terrain, permet la peinture sur le motif. Des sièges de campagne faits d'un trépied dont les branches se croisent pour tendre, en haut, une couverture de cuir ou de toile, peuvent les accompagner.
Des militants ont construit de grands trépieds (tripods) dans des actions de blocage ou de protestation[réf. souhaitée].

## Trépieds techniques

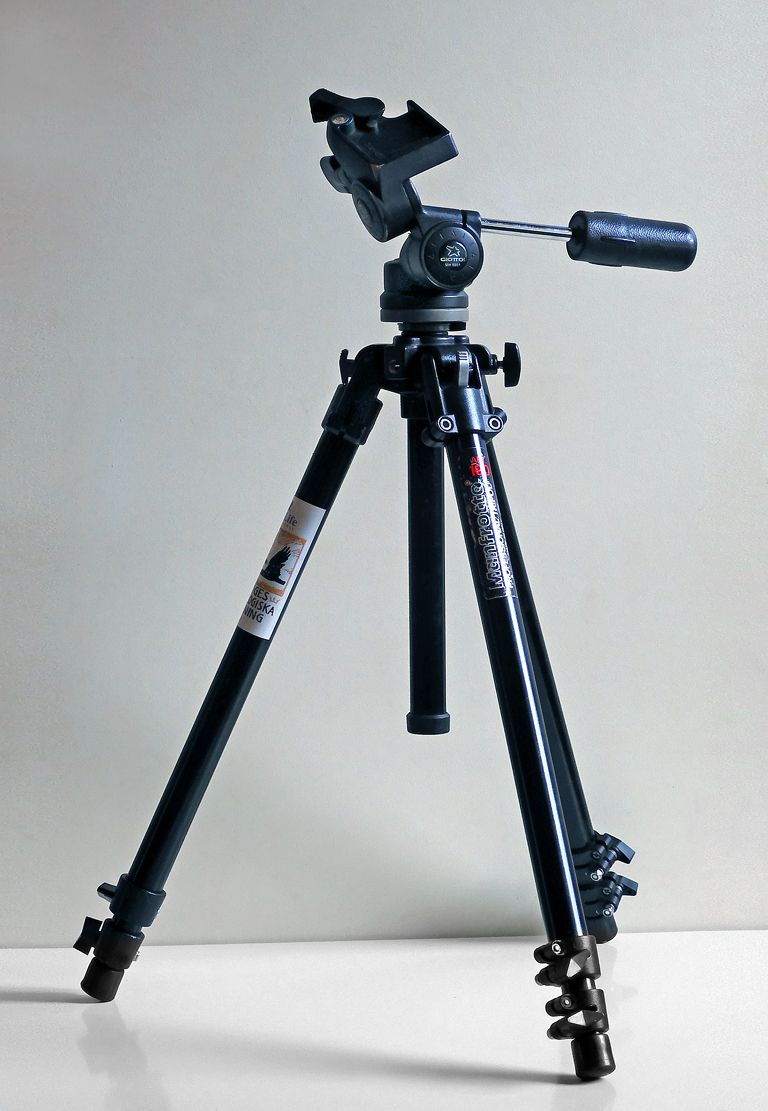
Trépied photographique.

Dérivés du chevalet de campagne d'artiste peintre, des trépieds repliables pour le transport permettent de fixer ou stabiliser un appareil dans un endroit qui n'est pas spécialement destiné à son usage. Un géomètre-topographe met en œuvre ses instruments optiques, théodolite et autres, sur un trépied. La police de la route peut installer un radar de contrôle routier sur un dispositif similaire. Les astronomes amateurs montent lunettes et télescopes de taille moyenne sur trépied. D'autres trépieds supportent des armes à feu collectives.
Ces trépieds se composent de trois branches, de longueur souvent réglable pour fixer grossièrement la hauteur et l'horizontalité de la plateforme qu'elles soutiennent. Des pointes qui s'enfoncent dans un sol mou ou un support triangulaire sur une surface dure peuvent améliorer la stabilité des branches. La plateforme, où se rejoignent les branches, comprend souvent une partie articulée qui permet de placer l'appareil à l'horizontale. Cette partie est quelquefois très élaborée, comme la monture équatoriale qui permet, en astronomie, de rester pointé sur un astre malgré la rotation de la terre, ou la « tête de caméra » permettant les mouvements d'appareil dans les films. Des systèmes de fixation à queue d'aronde peuvent en permettre l'installation et la séparation rapide.
Construits autrefois toujours en bois, les trépieds modernes sont aussi en acier, en alliage d'aluminium ou en matériau composite de fibre de carbone. Leurs caractéristiques s'ajustent à l'usage qui en est fait. La robustesse du support s'accorde avec la masse de l'appareil qu'il supporte. Le poids du trépied favorise la stabilité, mais rend le transport plus pénible.
L'usage pour la photographie a donné un modèle spécialisé, dit trépied photographique. Les trépieds pour prises de vues cinématographiques ou vidéo permettent en outre les mouvements panoramiques sans a-coups.
Des trépieds dont les branches se déploient comme les baleines d'un parapluie autour d'une tige centrale servent pour soutenir les appareils d'éclairage de lumière artistique pour le cinéma, la photographie, le spectacle vivant.

### Galerie

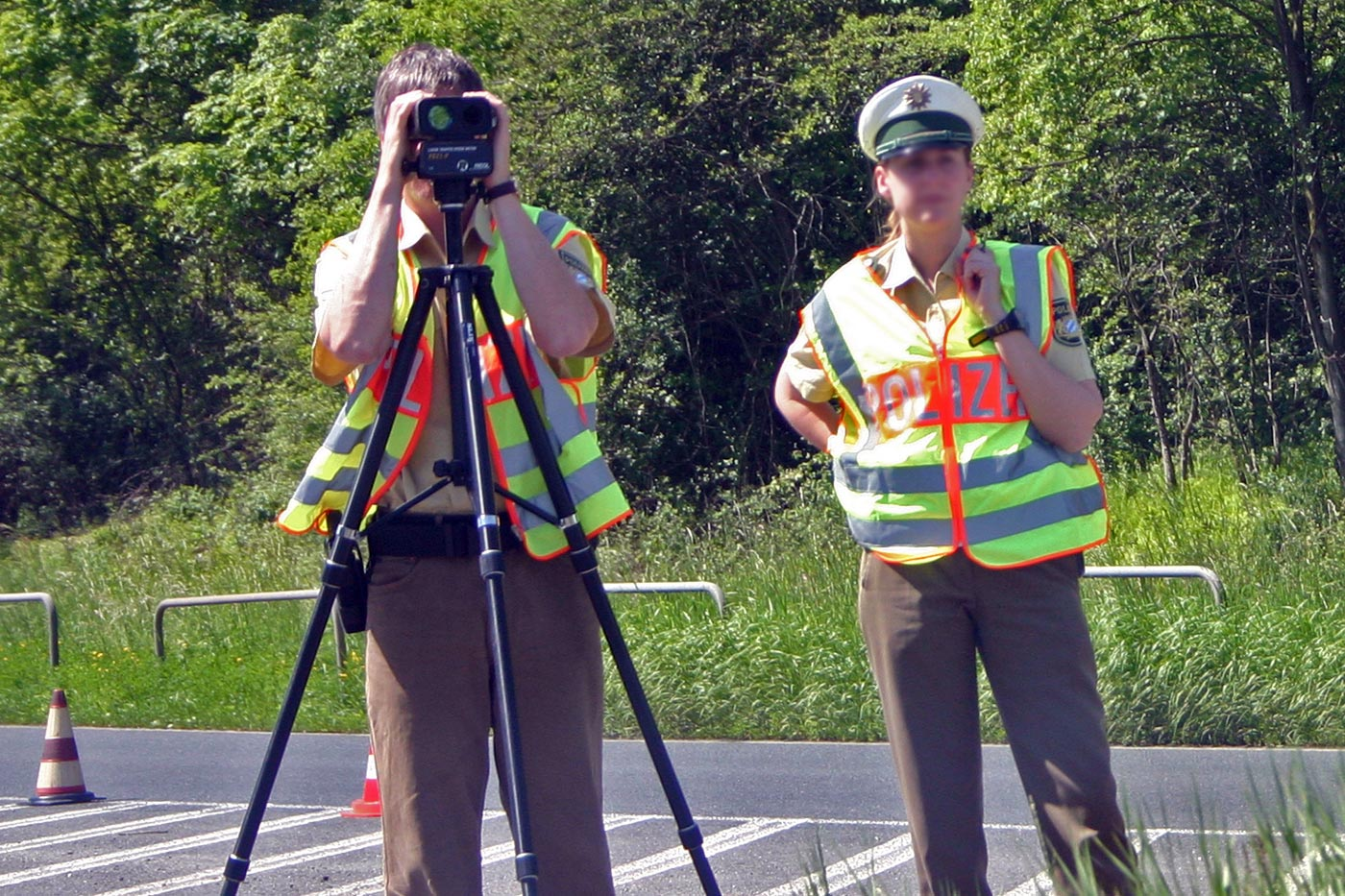
Policiers utilisant un trépied pour leur radar.
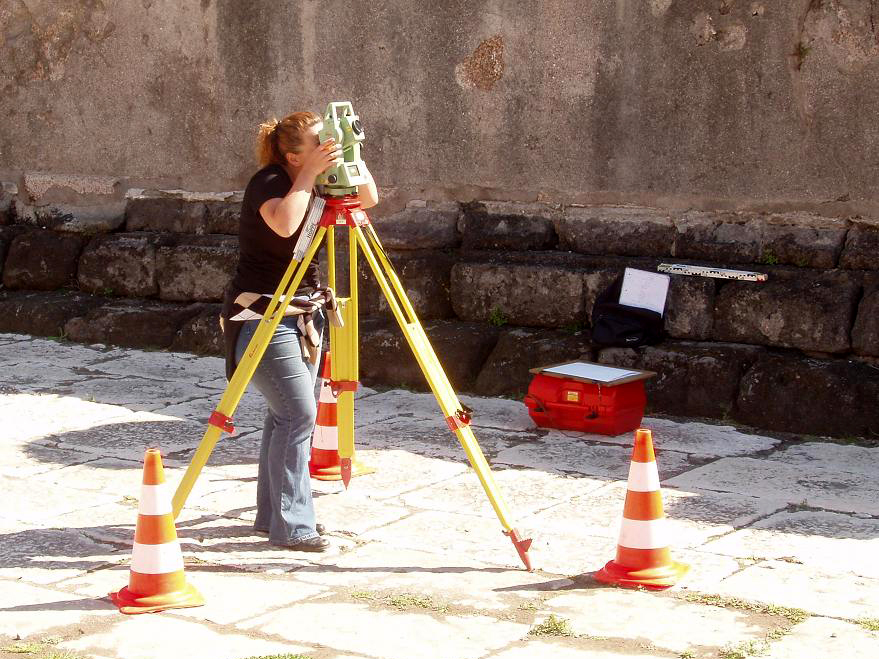
Géomètre au travail.
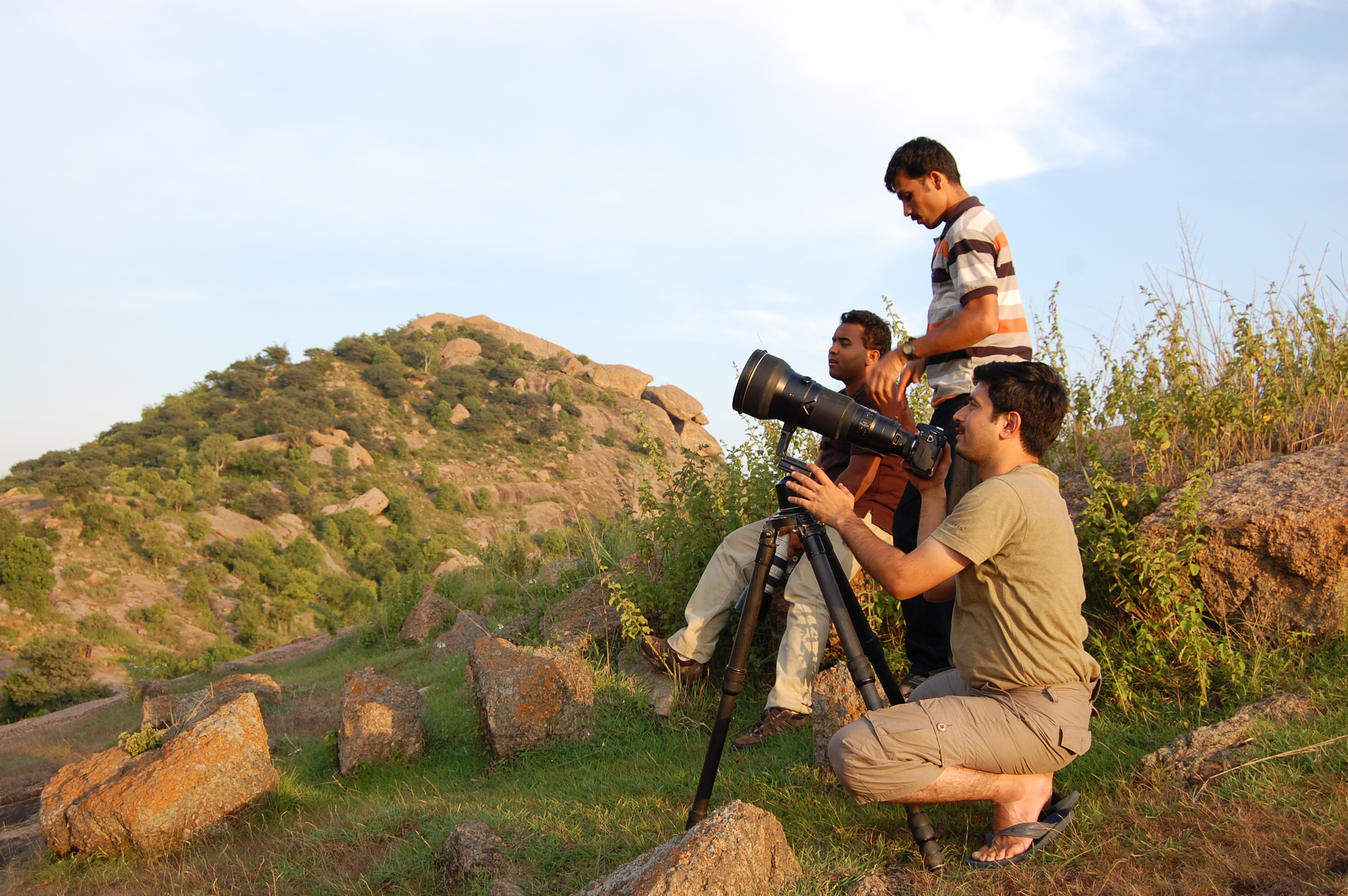
Usage d'un trépied photographique.
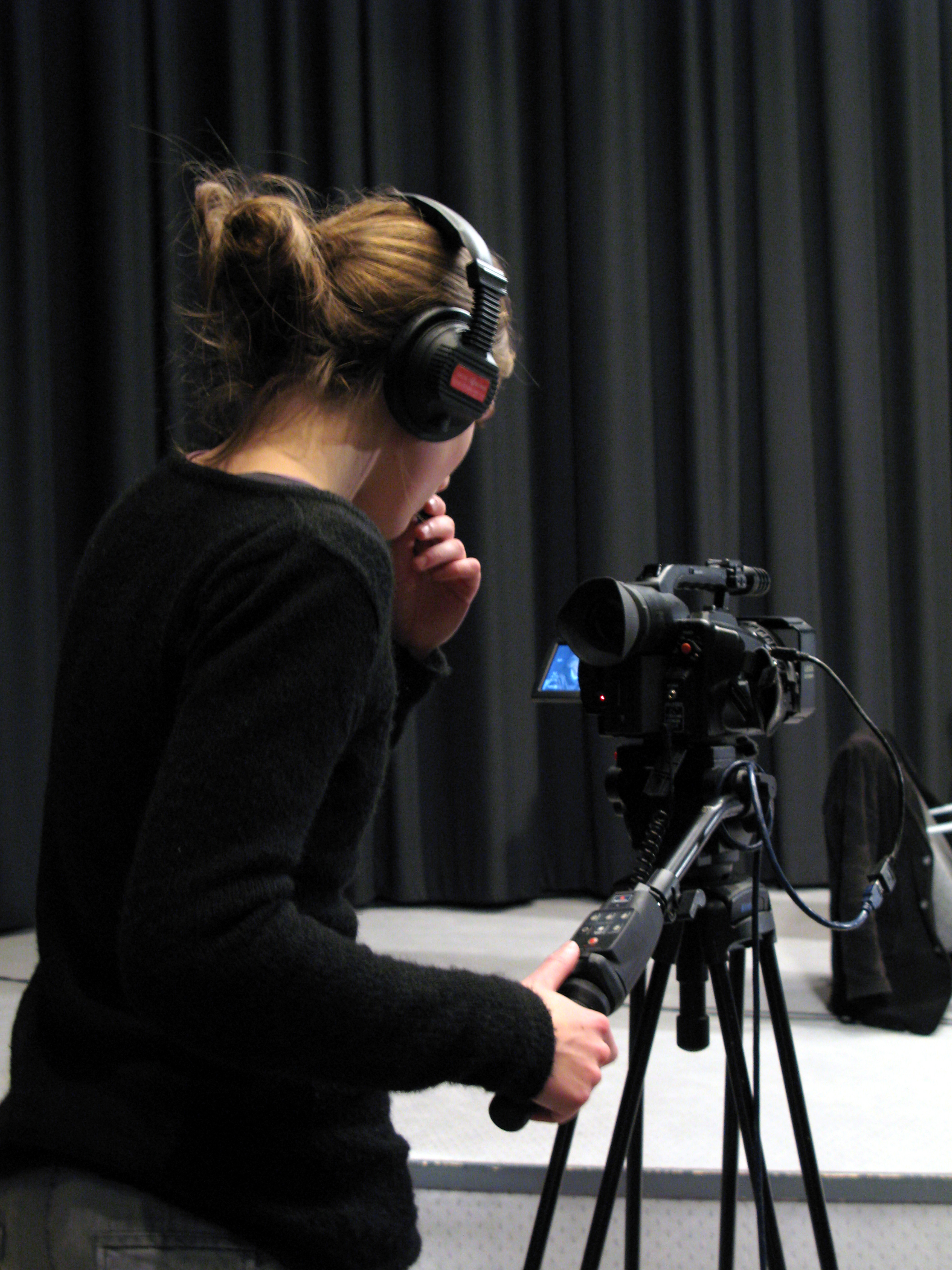
Caméra installée sur trépied.
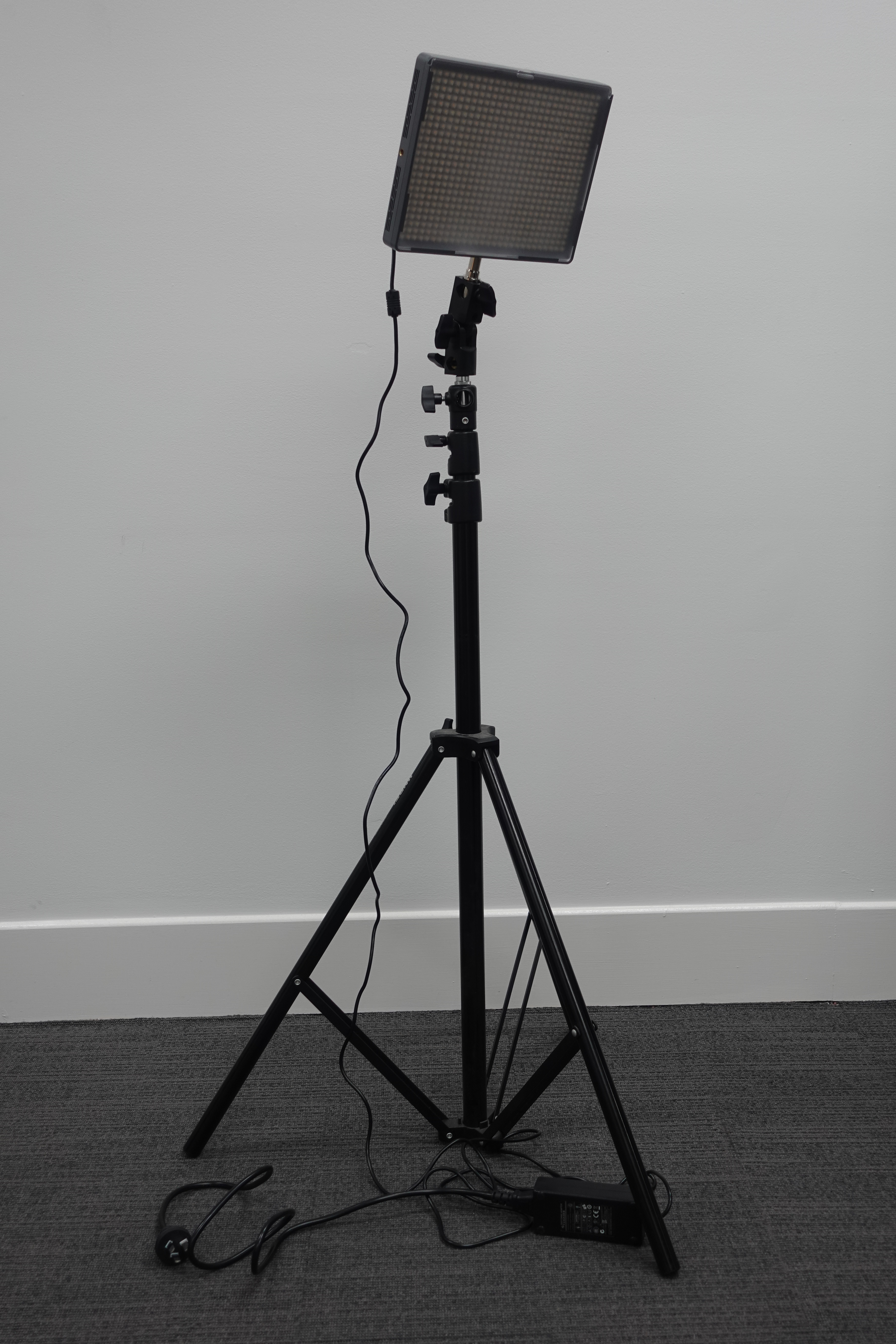
Trépied support d'éclairage.

## Culture

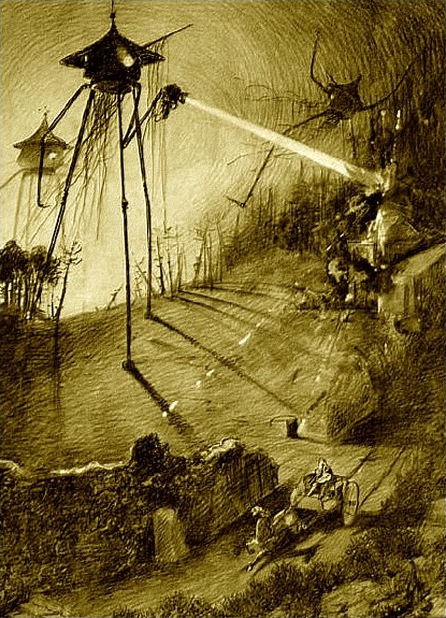
Illustration de La Guerre des mondes. par Henrique Alvim Corrêa.

Les envahisseurs extraterrestres du roman de H. G. Wells La Guerre des mondes utilisent « Un  monstrueux tripode, plus haut que plusieurs maisons ». L'instabilité du trépied lorsqu'une ou deux des branches se soulève pour se propulser « en  équilibre  sur un  de  ces  appendices, les  deux  autres  en  l’air » les rend plus étranges et inquiétants.